# Doraemon y el pequeño dinosaurio
Doraemon y el pequeño dinosaurio ( 映画ドラえもん のび太の恐竜2006  Gejikōban Doraemon Nobita no kyōryū 2006?, literalmente, Doraemon, la película. El dinosaurio de Nobita 2006) es la película japonesa basada en la serie de manga Doraemon, de Fujiko F. Fujio, y se estrenó en Japón en 2006.

## Sinopsis
Nobita, junto a sus amigos, se encuentra en casa de Suneo, quien les enseña el fósil de una garra de dinosaurio. Nobita, enfadado porque Suneo tenga esa garra le propone a todos encontrar un fósil entero de dinosaurio él mismo. Así que empieza a leer libros, y a buscar en las zonas donde puede haber fósiles. Increíblemente, encuentra algo parecido al huevo de un dinosaurio. Lo que resulta ser cuando Nobita lo tapa con el pañuelo del tiempo. Nobita decide cuidarlo, y además, lo llama Nobisuke, y lo esconde en su habitación, pero difícil será la tarea, ya que aparte de prometer indebidamente comerse unos espaguetis por la nariz, un cazador de dinosaurios del Siglo XXII, quiere comprar a Pisuke, y no se dará por vencido fácilmente. Los 5 amigos, viajarán al periodo cretácico, con Pisuke. Todo se complica cuando además del cazador, se rompe la máquina del tiempo, y los 6 tienen que viajar al cajón del escritorio de Nobita de aquella época para volver a su tiempo actual. Por el camino, les sucederán un montón de aventuras.

## Producción
La película es una reedición del largometraje Doraemon Nobita no kyōryū (1980) y cuya versión de manga es la historieta larga Nobita no kyōryū (1980), de Fujiko F Fujio, primero de la subserie Dai chōhen Doraemon; esta historieta larga fue complementada con otra titulada Nobita no kyōryū 2006 DS komikku BOOK (another story of Nobita's dinosaur) (2006), de Yasunori Okada, primero de la subserie Eiga sutōrī Doraemon, que es un relato alternativo. 
La productora es la Shin-Ei Animation Co., Ltd..

### Diferencias con la película de 1980
- Recortes de escenas en la aventura por el Cretácico
- Cuando Nobita busca un fósil intenta excavar con un rastrillo, en la original utiliza una piqueta
- En esta ocasión Nobita no se defiende cuando le obligan a comer spaguetis por la nariz y no se los echa por encima a Suneo y Gigante
- Recortes de diálogo a Shizuka cuando hace una crítica constructiva a Nobita al pensar que miente sobre Piisuke
- Recortes o eliminación de escenas para censurar a Shizuka
- Exageración en la expresividad de los personajes
- Más especificaciones de Suneo a la hora de dar nombres de dinosaurios
- Censura de la lucha 1 contra 1 entre el Tyrannosaurus y el Alamosaurus,ahora es 1 contra 5 y no hay daño fatal
- La expresión del Tyrannosaurus al comerse los 'Dulces para amansar a las fieras' ahora es bastante más "cómica"
- Sustituyen los muñecos de barro por muñecos de plástico en los coches tele-dirigidos cuando intentan engañar a los cazadores
- Eliminan las escenas de acceso a la base secreta cuando Nobita y Doraemon van a rescatar a Shizuka, Gigante y Suneo
- En la original Nobita se lleva a Piisuke en el bolsillo cuando va a rescatar a sus amigos y en el remake lo deja en una nevera portátil sobre una roca,algo que no tiene sentido ya que al caer de la catarata dicha nevera se extravía
- Los 5 llegaron a Japón sin ayuda de la patrulla del tiempo.
- Pisuke es de un color más anaranjado, y en la antigua versión era más marrón.
- El aspecto de los personajes y la base secreta de los cazadores de dinosaurios.
- La canción final, en vez de Pocket no Naka Ni, es Boku Nōto.

## Música
- "Hagushichao" | ハグしちゃお de Natsukawa Rimi (Tema Inicial)
- "Boku Nōto" | ボクノート de Sukima Switch (Tema Final)